# لوگان بیلی
لوگان بیلی (انگلیسی: Logan Bailly؛ زادهٔ ۲۷ دسامبر ۱۹۸۵) بازیکن فوتبال اهل بلژیک است.
از باشگاه‌هایی که در آن بازی کرده‌است می‌توان به باشگاه فوتبال استاندارد لیژ، باشگاه فوتبال خنک، باشگاه فوتبال بروسیا مونشن‌گلادباخ، باشگاه فوتبال اود-هورلی لوون، و باشگاه فوتبال سلتیک اشاره کرد.
وی همچنین در تیم‌های ملی فوتبال زیر ۱۶ سال، زیر ۱۷ سال، زیر ۱۸ سال، زیر ۱۹ سال، زیر ۲۱ سال، و بزرگسالان بلژیک بازی کرده‌است.